# Hiláriusz
Hiláriusz est un prénom hongrois masculin.

## Étymologie
Hilár est un prénom masculin dérivé du latin Hilarius qui signifie joyeux. Sa version féminine : Hilária.

## Personnalités portant ce prénom
- Pour l'ensemble des articles sur les personnes portant ce prénom, consulter :
  - la liste des articles dont le titre commence par ce prénom
  - les listes produites par Wikidata : Liste des personnes de prénom « Hiláriusz » — même liste en incluant les éventuels prénoms composés qui contiennent « Hiláriusz ».